# 梳齿悬钩子
梳齿悬钩子（学名：Rubus pectinaris）为蔷薇科悬钩子属的植物，为中国的特有植物。分布在中国大陆的四川等地，生长于海拔2,000米至3,300米的地区，常生长在山坡及林中，目前尚未由人工引种栽培。